# Buddha Park
Der Buddha Park, auch bekannt in verschiedenen Schreibvarianten als Xieng Khuan, ist ein Skulpturengarten 25 km südöstlich von Vientiane in Laos. Der Park liegt am Fluss Mekong, der an dieser Stelle Laos von Thailand abgrenzt. Obwohl es sich nicht um einen Tempel (Wat) handelt, wird der Park auch fälschlicherweise als Wat Xieng Khuan (Laotisch: ວັດຊຽງຄວນ;Thailändisch: วัดเซียงควน) bezeichnet. Der Park beinhaltet über 200 hinduistische und buddhistische Skulpturen und ist eine der Hauptattraktionen für Touristen in der Region um Vientiane. Verwaltet wird er von der laotischen Regierung.

## Geschichte
Errichtet wurde der Park 1958 vom thailändisch-laotischen Schamanen  Luang Pu Bunleua Sulilat, der durch die Integration von Buddhismus und Hinduismus eine neue Sekte schaffen wollte. Finanziert wurde der Tempel durch die Spenden reicher Laoten, die sich eine Verbesserung ihres Karmas erhofften. Als Baumaterial wurde Zement ausgewählt, da es der günstigste Baustoff in Laos zu dieser Zeit war. Errichtet wurden die Figuren von den Anhängern Bunlea Sulihats Sekte, die zwar unerfahren waren, dafür aber kostenlos die Arbeit verrichteten. Aufgrund der Machtübernahme der Kommunisten in Laos floh Bunlea Sulilat 1975 nach Thailand. Dort errichtete er nahe Nong Khai einen weiteren Skulpturengarten, den Sala Kaeo Ku. Der Buddha Park in Laos wurde von der kommunistischen Regierung übernommen und in einen öffentlichen Park umgewandelt. 2017 wurde zwischen der Bezirksverwaltung und einem Privatinvestor eine Absichtserklärung unterzeichnet, den Skulpturenpark zu renovieren.

## Parkanlage
Die Parkanlage hat eine Größe von circa zwei Fußballfeldern und umfasst mehr als 200 Skulpturen. Die Statuen aus gehärtetem Stahlbeton sind reich verziert und haben ein bizarres Design. Neben Statuen von Buddha gibt es auch hinduistische Götter, andere göttliche Wesen, Dämonen und Tiere aus dem Buddhismus und Hinduismus.  Trotz ihrer noch jungen Geschichte wirken die Skulpturen schon jahrhundertealt. Die größte Statue des Parks ist die 40 m lange Skulptur eines liegenden Buddhas, der über den Park wacht. Das Highlight des Gartens ist eine 30 m hohe kürbisförmige Figur mit einem Baum auf dem Dach, das auch als Aussichtsplattform dient. Die Figur symbolisiert Hölle, Erde und Himmel und wird durch den Mund eines Dämonenkopfes betreten. Von der Aussichtsplattform hat man einen hervorragenden Blick über den ganzen Park.